# Irina und Marina Fabrizius
Irina und Marina Fabrizius, auch Fabrizius² (* 7. April 1981 in Qostanai, Kasachische SSR, Sowjetunion), sind deutsche Malerinnen. Sie sind eineiige Zwillinge und malen ihre Bilder gemeinsam.

## Leben
Irina und Marina Fabrizius wurden in einem Abstand von fünf Minuten geboren. Ihre Eltern, Kasachstandeutsche, die neben ihrer Berufstätigkeit einen kleinen Hof bewirtschafteten, siedelten mit den Töchtern im Jahr 1990 aus. Sie zogen nach Mengen in Baden-Württemberg, wo die Schwester der Großmutter väterlicherseits wohnte. Nach dem Abitur studierten die Zwillinge von 2000 bis 2004 zunächst an der Freien Kunstakademie in Nürtingen. Dann bewarben sie sich an der Kunstakademie Düsseldorf um ein Malereistudium, das sie 2006 bis 2007 in der Klasse von Udo Dziersk begannen. Anschließend besuchten sie bis 2015 die Klasse von Herbert Brandl. Dort waren sie seit 2012 Meisterschülerinnen. Während des Studiums begannen sie damit, Bilder nur noch gemeinsam zu malen. Ein Unikum in der Akademiegeschichte war ihre Abschlusspräsentation 2014, die sie gemeinsam abhielten. Die Abschlussarbeiten stellten sie im Februar 2015 beim Rundgang öffentlich aus.
Irina und Marina Fabrizius malen abstrakte Lasurbilder, in denen sie ihr Hauptthema „Licht in Lichtlinien und Lichtkreisen“ darstellen. Die Bilder entstehen über einen mehrmonatigen Prozess in 12 bis 15 Schichten und werden von beiden gemeinsam gemalt. Als ihr künstlerisches Vorbild bezeichnen sie den Farbfeldmaler Mark Rothko.
Die Zwillinge leben und arbeiten in Düsseldorf. Ihre gemeinsame Malerei, die sie mit dem Künstlernamen Fabrizius² signieren, erzeugte bald ein ungewöhnlich großes Aufsehen in den Medien, auch bei verschiedenen Fernsehsendern. Im März 2015 berichtete das WDR Fernsehen in der Sendung Hier und Heute mit der Dokumentation Die Kunst zu zweit zu sein über die beiden Künstlerinnen. Am 29. Mai 2015 traten sie in der NDR Talk Show auf. Auch der britische Sender BBC World News brachte im Mai 2015 über sie einen TV-Beitrag.

## Ausstellungen
- 2021: PAN Amsterdam
- 2020: ART Karlsruhe
- 2019: PAN Amsterdam
- 2018: Fabrizius², Etienne Gallery
- 2019: KunstRAI Amsterdam
- 2018: PAN Amsterdam
- 2018: Etienne Gallery, Oisterwijk
- 2018: Art Breda
- 2018: Qade Rotterdam
- 2017: PAN Amsterdam
- 2017: Kunst 17 Zürich
- 2017: The Art Expo Malaysia
- 2017: Irina und Marina Fabrizius – Malerei, Kulturbahnhof Eller, Düsseldorf
- 2017: Lichtbilder, Leuchtbilder, Neue Werke, Galerie Berlin, Kunsthaus Artes
- 2017: Fabrizius², Galerie Rigassi, Bern
- 2016: Shining Gap Festival
- 2016: Licht – Linie, Orrick Haus, Düsseldorf
- 2015: Licht im Bild, Kulturforum der Evangelischen Kirche im Rheinland, Düsseldorf
- 2015: Fabrizius² – Lichtbilder, Galerie Anette Müller, Düsseldorf
- 2013: Fabrizius² – We saw the light, Galerie Reinisch Contemporary, Graz
- 2011: Vier Hände zur Perfektion des Lichtes, Kanzlei Rungweber, Düsseldorf
- 2008: Ausstellung zur Verleihung des Kunstförderpreises 2008, Kopfermann-Fuhrmann-Stiftung, Düsseldorf